# Herrenhaus Reez

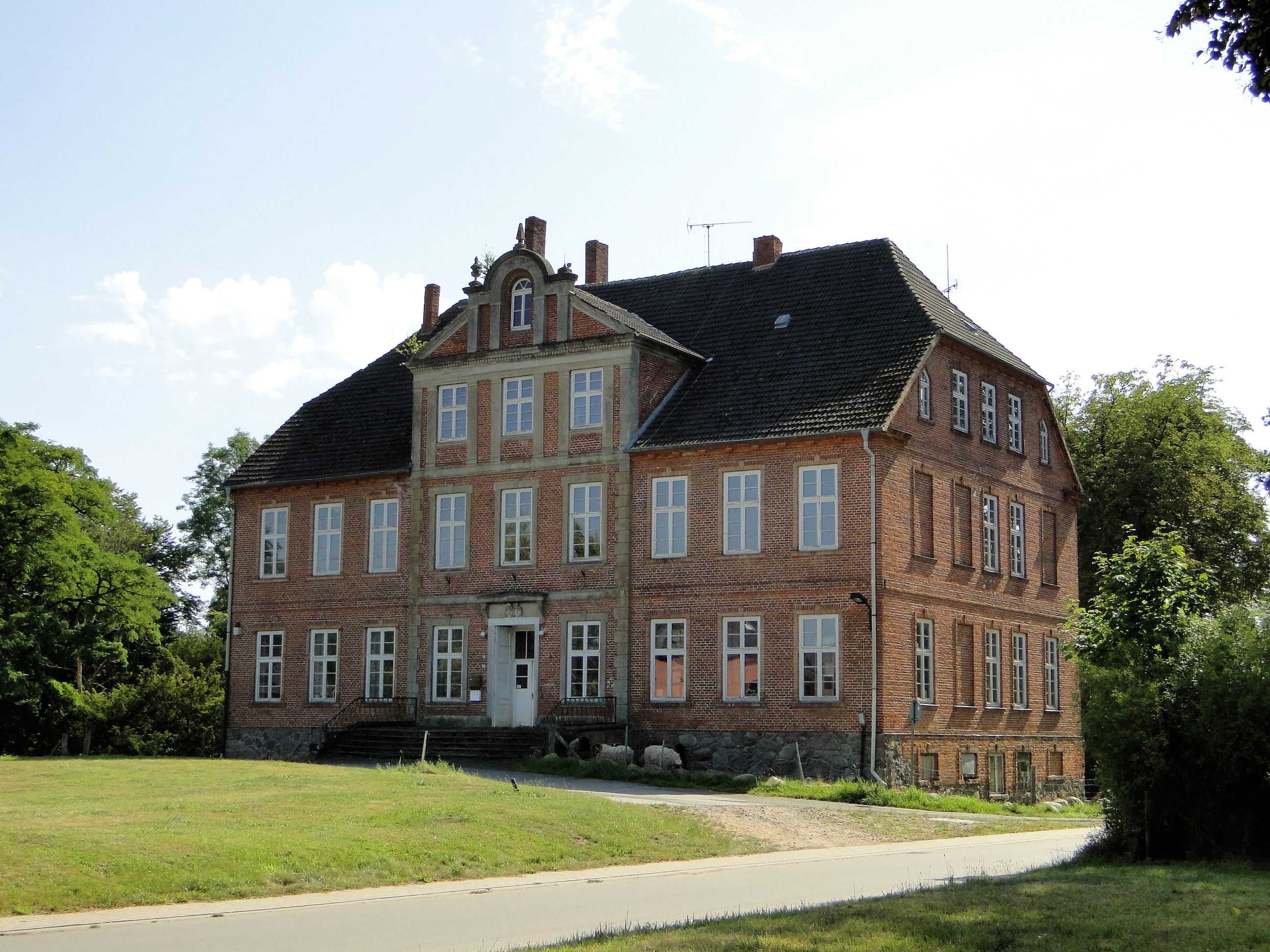
Herrenhaus Reez, 2012

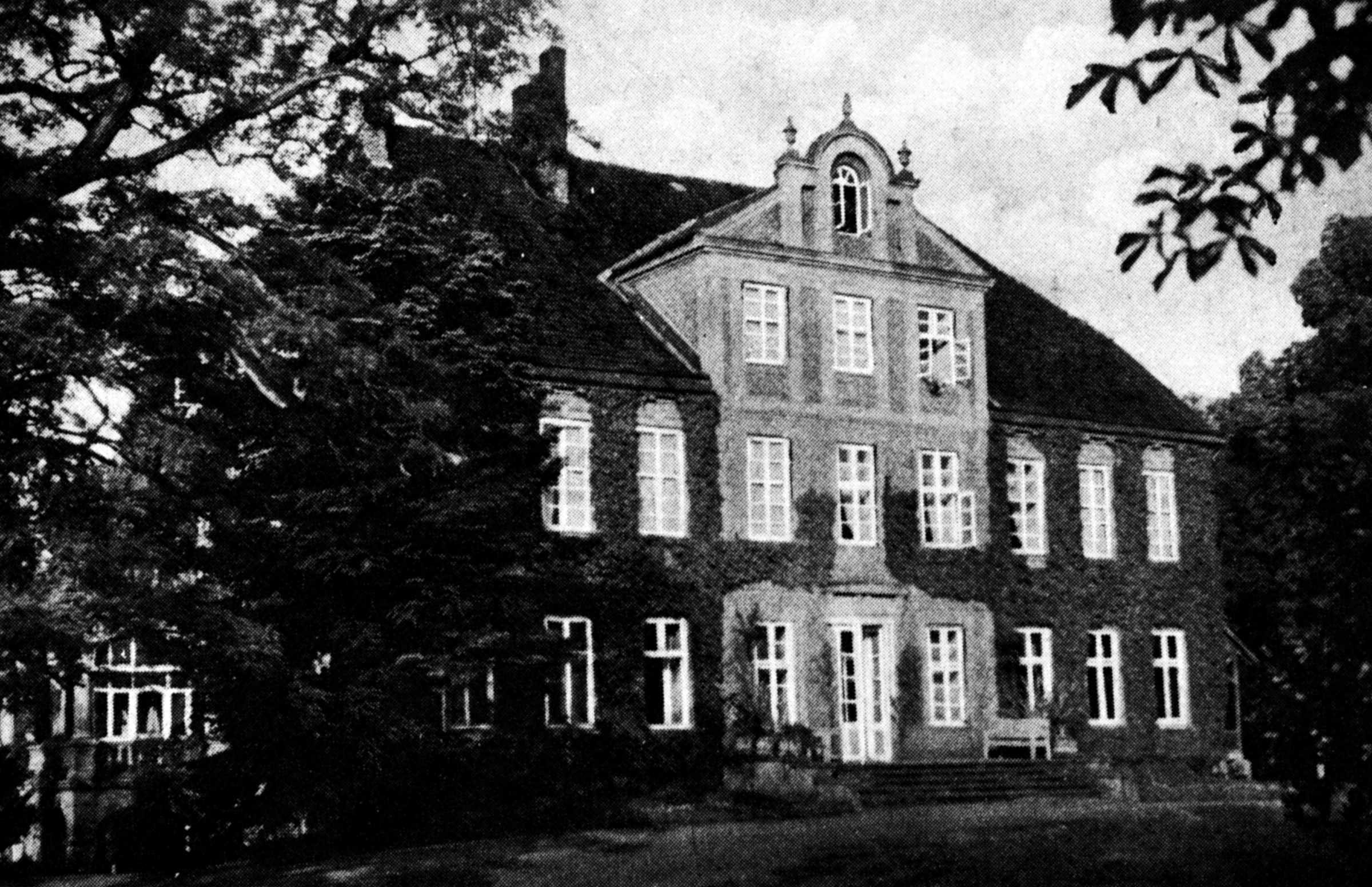
Herrenhaus Reez um 1900

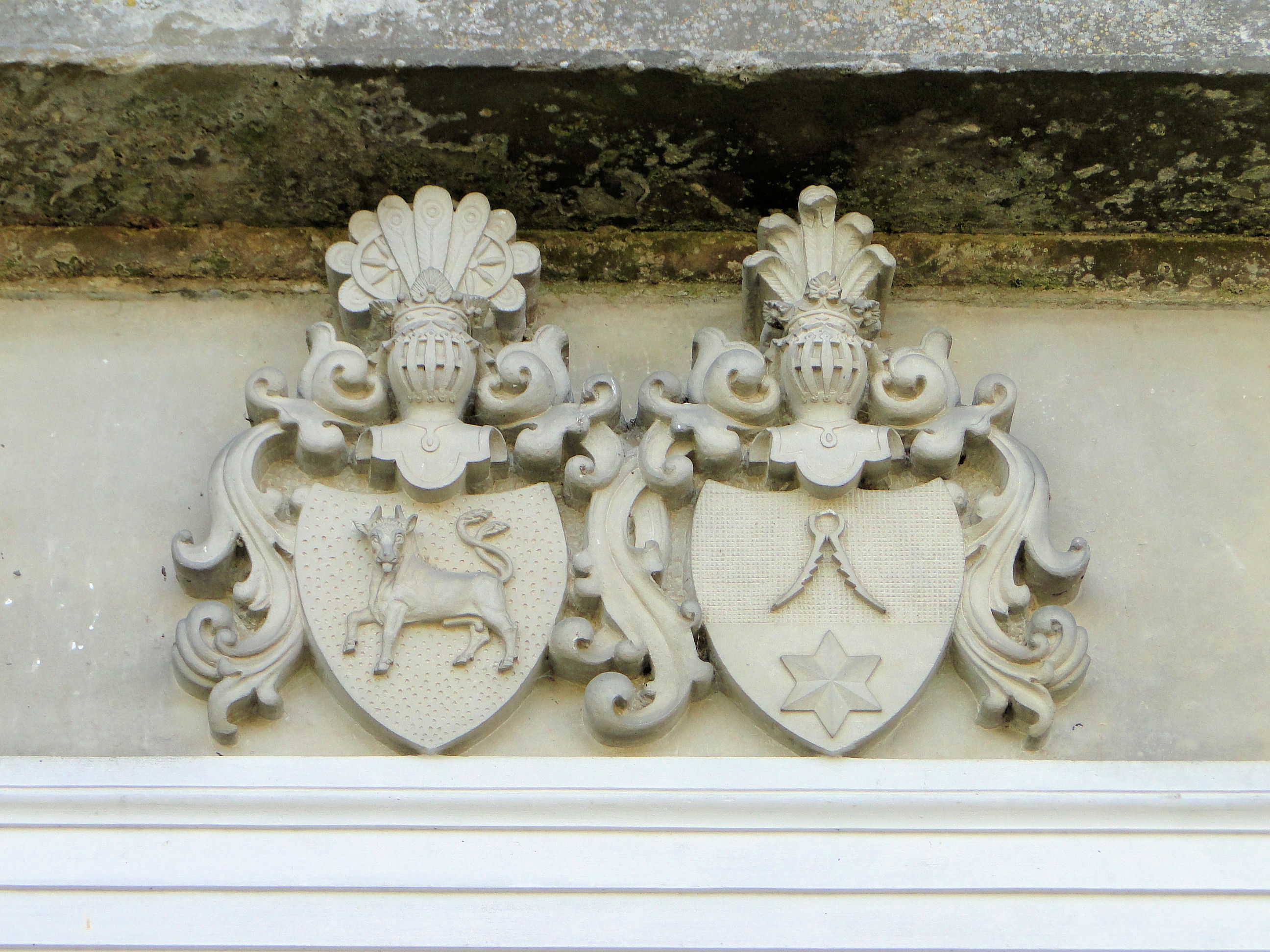
Wappen der Plessen und Carnap über dem Eingang

Das Herrenhaus Reez ist ein um 1838–1840 errichtetes Herrenhaus im Ortsteil Reez der Gemeinde Dummerstorf im Landkreis Rostock (Mecklenburg-Vorpommern). Das zweigeschossige Haus in Backstein-Sichtmauerwerk mit einem Mittelrisalit sowie einige Nebengebäude des historischen Ensembles stehen heute unter Denkmalschutz.

## Geschichte
Der Ort Reez wurde im Jahr 1283 erstmals in einem Kämmereiregister der Stadt Rostock ausgewiesen. Unter der Grundherrschaft der Adelsfamilie von Preen wurde Reez im Jahr 1576 zum Rittergut. Im Jahr 1579 ging das Gut in das Eigentum von Vicko von Bülow über. 1608 erwarb die Familie von Reventlow das Rittergut; 1684 wurden die von Vietinghoffs neue Gutsherren zu Reez. 1744 übernahm die Familie von Flotow das Gut und verkaufte es im Jahr 1803 an Rittmeister von Müller. Im Jahr 1817 erwarb der Geheime Kammerrat Graf Carl von Bassewitz das Rittergut Reez; unter seiner Grundherrschaft wurden in den Jahren von 1824 bis 1835 der Gutshof durch neue Wirtschaftsgebäude und die Dorfstraße ausgebaut oder neu angelegt. 
1838 kauften der preußische Kammerherr (1827) Carl von Plessen und seine Ehefrau Anna von Plessen geb. von Carnap, die zuvor Schloss Eller bei Düsseldorf bewohnt hatten, das Rittergut und ließen von 1838 bis 1840 ihr neues Herrenhaus errichten. Über dem Eingangsportal ließen sie die Wappen der Familien von Plessen und von Carnap in Allianz anbringen, die sich dort heute noch befinden. Die Plessen blieben in der Erbfolge Eigentümer des Ritterguts Reez, bis mit Gerhard von Plessen der Urenkel des Carl von Plessen im Jahr 1945 enteignet wurde.
Bis 1991 waren im Herrenhaus eine Gaststätte sowie bis 1997 Wohnungen untergebracht.
Im Jahr 2006 übernahm der Rostocker Unternehmer Wolfgang Grieger Teile des vormaligen Ritterguts Reez und richtete auf dem weitläufigen Gelände das Pferdeland Reez ein, das sich heute als Ensemble aus Gebäuden und Reitanlagen um das historische Herrenhaus gruppiert.